# Трновец при Словенски Бистрици
Трновец при Словенски Бистрици (словен. Trnovec pri Slovenski Bistrici) је насељено место у општини Словенска Бистрица, Подравска регија, Словенија.

## Историја
До територијалне реорганизације у Словенији био је у саставу старе општине Словенска Бистрица.

## Становништво
У попису становништва из 2011. године, Трновец при Словенски Бистрици је имао 76 становника.
| Број становника према пописима | Број становника према пописима | Број становника према пописима |
| ------------------------------ | ------------------------------ | ------------------------------ |
| 1991                           | 2002                           | 2011                           |
| 99                             | 91                             | 76                             |

Напомена: До 1998. исказивано под именом Трновец.